# 121865 Dauvergne
121865 Dauvergne este o planetă minoră (asteroid), cu un diametru de 3,075 km, din centura de asteroizi. A fost descoperită pe 10 februarie 2000 la Observatorul European Austral de Cyril Cavadore⁠(d). 
Obiectul prezintă o orbită caracterizată de o semiaxă mare de 2,4000075413861 UAi, o excentricitate de 0,2, o înclinație de 4,8 ° în raport cu ecliptica.